# 中國智能健康
中國智能健康控股有限公司，前稱海爾智能健康控股有限公司，（港交所：348）是一間香港公司，主要從事玩具生產，1997年於香港交易所上市。前身為「龍昌國際控股有限公司」。
2010年7月，海南航空計劃以60億港元的價格把從事飛機租賃的香港國際航空租賃公司和持有澳洲飛機租賃公司Allco的海航香港售予龍昌國際。兩間公司從事租賃商用飛機，客戶包括澳洲航空、新加坡航空、香港航空及香港快運。龍昌國際將發行12.12億股新股和57.58億元的可換股債券應付收購，換股價為0.2港元。但有關收購最終告吹。
2012年11月19日，龍昌國際將向包括海爾電器母公司海爾集團的最少六名承配人，以配股價0.2元配售20億新股，集資4億元。海爾集團旗下海爾電器第二控股，購入13.9億股龍昌股份，持有擴大後股本25.47%，成為龍昌國際第二大股東。
2017年，中國智能健康向另一間上市公司中國星集團收購南北行參茸葯材及其相關業務。

## 外部連結
- 龍昌國際控股有限公司網站
- 海爾智能健康控股有限公司網站